# Circondario della Lippe
Il circondario della Lippe (targa LIP) è uno dei circondari (Kreis) della Renania Settentrionale-Vestfalia, in Germania.
Appartiene al distretto governativo (Regierungsbezirk) di Detmold. Comprende 10 città e 6 comuni. Capoluogo e centro maggiore è Detmold.

## Geografia antropica

### Suddivisioni amministrative

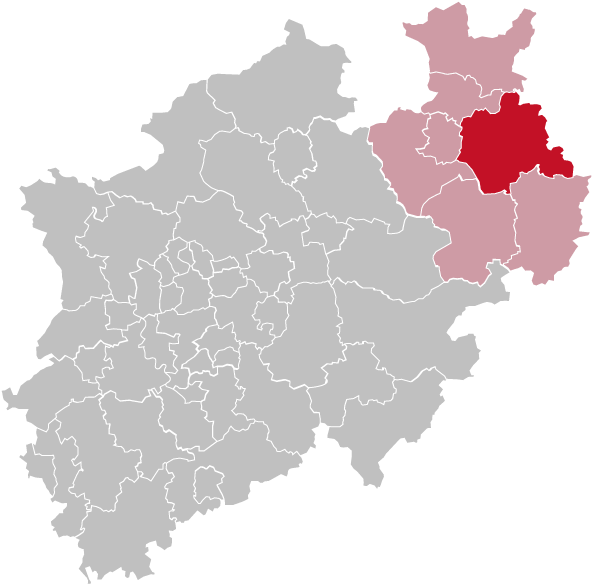
Il circondario della Lippe nel Renania Settentrionale-Vestfalia

Il circondario della Lippe comprende 10 città e 6 comuni.
Città
- Bad Salzuflen (media città di circondario) (54 074)
- Barntrup (8 502)
- Blomberg (15 095)
- Detmold (grande città di circondario) (73 969)
- Horn-Bad Meinberg (17 142)
- Lage (media città di circondario) (34 686)
- Lemgo (media città di circondario) (40 345)
- Lügde (9 244)
- Oerlinghausen (17 001)
- Schieder-Schwalenberg (8 308)

Comuni
- Augustdorf (10 317)
- Dörentrup (7 630)
- Extertal (10 926)
- Kalletal (13 223)
- Leopoldshöhe (16 413)
- Schlangen (9 276)

(Abitanti al 31 dicembre 2021)